# Inscripción Assur 3916
La inscripción Assur 3916 está en escritura cuneiforme y es del rey asirio Asarhaddon, que reinó entre 680 y 669 a. C.. Fue descubierta en el templo de Aššur, catalogada con el número 3916 y se publicaron dibujos de la misma, junto con los de otras inscripciones, en Leipzig en 1911.

## Contenido e interpretación
Las inscripciones sobre este gobernante fueron recopiladas por Rykle Borger en 1956, que transcribió esta inscripción como:

Los reyes del medio del mar, todos ellos del país Iadanana [Chipre], del país Iaman [Javán] hasta el país Tarsisi, se inclinan bajo mis pies

Hay autores que creen que el último lugar mencionado puede ser Tartessos porque los topónimos estarían ubicados de este a oeste: Chipre, Javán y Tarsis-Tartessos. La península ibérica se encontraba lejos de Nínive, pero esto no sería una objeción porque por entonces Tartessos era una colonia fenicia de Tiro y ese enclave había sido conquistado por Asarhaddón o bien porque la inscripción tenía el fin propagandístico de mencionar a Tartesos como una hipérbole del dominio de Asarhaddón hasta lugares remotos.
Sin  embargo, otros autores consideran que por la relación de la inscripción de Tarsisi con Chipre y Javán, topónimos del entorno del mar Egeo, es más aconsejable identificar esta Tarsisi en un lugar cercano a esta zona del Mediterráneo Oriental.